# Fodboldkultur
Udtrykket fodboldkultur eller fankultur dækker bredt de aktiviteter og fænomener der er opstået i kølvandet på udbredelsen og populariteten af fodboldsporten. 
Især siden det er blevet muligt for tilhængerne af de enkelte lande og klubber at følge begivenhederne for deres yndlingshold, enten ved rejser eller via fjernsyn, har dette fænomen bredt sig så fx japanere eller kinesere sagtens kan være lidenskabelige tilhængere af en engelsk eller spansk klub.
Forfatter bag bøger om fankultur, Lasse Højstrup Sørensen, beskriver i sin bog "FodboldØje" sit indtryk af den britiske fankultur, som i høj grad har dannet udgangspunkt for den fankultur der findes i mange andre lande i dag. Her beskriver han fansene af Northampton, da på daværende tidspunkt spillede i den tredjebedste række i England.
| Citat                                        | Jeg beundrede deres trofasthed og engagement i den fodboldklub, de holder af. De kæmper på mange måder en næsten ubeskrivelig kamp for den klub, de elsker overalt på jorden. De kunne ikke altid forklare mig, hvorfor de ofrede så meget tid og så mange kræfter på klubbens overlevelse. Det sad dybt i dem, at de burde kæmpe, og det gjorde de så. Deres engagement styrker kun mit indtryk af en britisk fodboldkultur, der er i en klasse for sig. | Citat |
| Lasse Højstrup Sørensen fra bogen FodboldØje | |       |